# Heike Taubert
Pour les articles homonymes, voir Taubert.
Heike Taubert, née le 14 novembre 1958 à Reichenbach im Vogtland, est une femme politique allemande membre du Parti social-démocrate d'Allemagne (SPD). 
Elle est vice-ministre-présidente et ministre des Finances du Land de Thuringe entre 2014 et 2024.

## Biographie

### Formation et vie professionnelle
Elle passe son Abitur en 1977 et rentre à l'université technique de Dresde. Elle en ressort cinq ans plus tard, diplômée en génie des technologies de l'information. Jusqu'en 1986, elle est ingénieur dans une entreprise d'électronique à Gera.

### Débuts en politique
Elle adhère au SPD en février 1990 et devient rapidement trésorière de la ville de Ronneburg, quittant ainsi la Saxe pour la Thuringe.

### Ascension locale et députée au Landtag
En 1995, elle est élue à l'assemblée de l'arrondissement de Greiz, puis nommée préfète adjointe. Désignée vice-présidente du SPD de Thuringe en 1999, elle est élue à l'assemblée de l'arrondissement de Saale-Orla en 2001, et de nouveau choisie comme préfète adjointe.
À l'occasion des élections régionales du 13 juin 2004, elle est élue députée au Landtag. Elle est à la fois vice-présidente et porte-parole du groupe social-démocrate pour les Affaires communales et la Santé.

### Ministre de la Thuringe
Après les élections régionales du 31 août 2009, les chrétiens-démocrates doivent se tourner vers le SPD pour rester au pouvoir. Christine Lieberknecht forme donc un gouvernement de grande coalition le 4 novembre suivant, dans lequel Heike Taubert se voit nommée ministre des Affaires sociales, de la Famille et de la Santé.
Le 8 janvier 2014, la fédération régionale du parti décide de l'investir chef de file pour les élections du 14 septembre. Elle obtient le plus mauvais résultat pour les sociaux-démocrates dans le Land, avec 12,4 % des voix et 12 députés sur 91. Cependant, le SPD décide de rompre son alliance avec la CDU pour constituer une majorité parlementaire de gauche.
Ainsi, le 5 décembre, à la suite de l'investiture du socialiste démocratique Bodo Ramelow comme ministre-président, elle devient vice-ministre-présidente et ministre des Finances. Elle est alors la seconde femme, après Birgit Diezel, à cumuler ces deux responsabilités.